# Bàsquet a Espanya
El bàsquet a Espanya es constitueix de manera similar a com s'organitza als altres països europeus i en general en els membres de la FIBA, i de manera força diferent al sistema que es fa servir a l'NBA dels Estats Units. L'organització del bàsquet a Espanya és similar a la del futbol, en el sentit que hi ha una lliga de clubs professionals i al mateix temps una Federació que engloba totes les altres competicions de clubs menys professionalitzats o totalment amateurs i també els de les categories de formació de jugadors joves.
L'Associació de Clubs de Bàsquet (ACB) organitza la Lliga del mateix nom, composta pels 18 equips de major potencial. Cada any els dos últims de la classificació de lliga descendeixen a la divisió LEB; la Lliga ACB, per tant, difereix de l'NBA en molts aspectes i entre ells en què es pot perdre la categoria. La LEB l'organitza la Federació Espanyola de Bàsquet.
Els equips espanyols de l'ACB competeixen a Europa en els campionats organitzats per l'ULEB i també en els campionats organitzats per FIBA Europa.
Els millors equips de l'ACB competeixen també en un altre torneig anual, de curta durada, la Copa del Rei de Bàsquet.

## Història
El 1912, el pedagog Eladi Homs, que havia conegut el joc mentre treballava a Chicago, va introduir la pràctica de l'esport a l'escola Vallparadís de Terrassa amb el suport d'Alexandre Galí i Artur Martorell. Tot i això, cal destacar que gràcies al pare Eusebio Millán es va popularitzar a Espanya. Eusebio va conèixer l'esport a Cuba l'any 1906 pels soldats de l'exèrcit dels Estats Units quan la van envair. L'any 1921, va implementar l'esport a les Escoles Pies de Sant Antoni de Barcelona. A causa de la popularitat del futbol al país, semblava impossible que un altre esport arribés a atraure els joves i molt menys usant les mans, ja que el jovent s'havia acostumat a fer servir el peu amb el futbol.
En un primer moment, els estudiants no els va cridar l'atenció l'esport del basquetbol, però Millán va amagar totes les pilotes de futbol perquè els seus estudiants juguessin a bàsquet. Tot i que els alumnes volien seguir jugant a futbol i es negaven a jugar a bàsquet. Millán els va proposar jugar tres dies futbol i tres dies bàsquet. El 1922 Millán va ajudar a la fundació el primer club nacional de bàsquet a Espanya: el Laietà Basket Club, el popular laietà, format per exalumnes de l'escola Pies de Sant Antoni. Entrenaven 3 cops per setmana a les sis del matí, el seu primer adversari seria el CE Europa en un partit de bàsquet celebrat el 8 de desembre del 1922 acabant en un 8-2 a favor de l'Europa.
El bàsquet es va anar popularitzant a tot el país. El primer torneig oficial de bàsquet es va fer quatre mesos després, l'abril del 1923, amb diferents clubs, entre ells La France, Catalunya, America Star, Patrie, Espanyol i Barcelona, l'últim va ser una referència al club de futbol però no hi tenia relació. El Patricio va ser el guanyador del torneig.
El 2006, Espanya es coronaria per primera vegada campió del món, sent el seu major èxit internacional, després de derrotar a la final Grècia per un marcador de 70-47.

## Estructura organitzativa

### Categoria masculina
- Lliga ACB (18 equips)
- LEB Oro (18 equips)
- LEB Plata (15 equips)
- Lliga EBA (5 grups)

#### Selecció estatal
La Selecció de bàsquet d'Espanya, formada per jugadors seleccionats per la Federació Espanyola de Bàsquet, representa Espanya en els tornejos de seleccions estatals. Va aconseguir el Campionat del Món de 2006, i els campionats d'Europa de 2009, 2011 i 2015, a més d'haver aconseguit en tres ocasions ser subcampiona olímpica (1984, 2008, 2012). Jugadors de la selecció molt coneguts són, entre d'altres,Emiliano Rodriquez, Nino Buscató, Alfonso Martinez, Vicente Ramos, Jordi Bonareu, Juan Antonio Corbalan, Andrés Jiménez, Juan Antonio San Epifanio "Epi", Fernando Martín, Nacho Solozabal, Jordi Villacampa, Alberto Herreros, Joan Creus, Jorge Garbajosa, Juan Carlos Navarro, Felipe Reyes; i més recentment: Pau Gasol, Jorge Garbajosa, José Manuel Calderón, Juan Carlos Navarro, Sergio Rodríguez, Marc Gasol, Ricky Rubio.

### Categoria femenina
La Lliga Femenina, anomenada Liga Femenina Endesa per motius de patrocini, és la màxima competició de clubs femenins de bàsquet que es disputa a Espanya des de 1964.
- Lliga espanyola de bàsquet femenina (16 equips)
- Lliga Femenina Challenge (16 equips)
- Lliga espanyola de bàsquet femenina 2 (2 grups de 14 equips)

El bàsquet femení espanyol segueix un sistema piramidal amb 3 nivells nacionals organitzats per la Federació Espanyola de Bàsquet. Per sota, les divisions regionals són organitzades per les diferents federacions autonòmiques.

#### Selecció estatal
La selecció espanyola de bàsquet femenina és l'actual bronze europea (2015) i subcampiona del món (2014). Va aconseguir el campionat d'Europa el 1993 i 2013.

## Sistema de competició
El sistema de competició al basquetbol espanyol és una sèrie de competicions interconnectades de forma piramidal, de forma que els millors equips ascendeixen al final de temporada a la divisió immediatament superior i els pitjors descendeixen a la immediatament inferior, mitjançant diversos sistemes com ara lligues o eliminatòries.
| Comunitat Autònoma                   | 1r nivel                               | 2n nivel                         | 3r nivel                 | 4t nivel  | 5é nivel       | 6é nivel                       | 7é nivel                       | 8é nivel                       | 9é nivel                       |
| Comunitat Autònoma                   | Lliga ACB                              | LEB Or                           | LEB Plata                | Lliga EBA | 5é nivel       | 6é nivel                       | 7é nivel                       | 8é nivel                       | 9é nivel                       |
| ------------------------------------ | -------------------------------------- | -------------------------------- | ------------------------ | --------- | -------------- | ------------------------------ | ------------------------------ | ------------------------------ | ------------------------------ |
| Astúries                             |                                        | Oviedo                           |                          | Grup A    | 1ª División    | 1ª Autonómica                  | 2ª Autonómica                  | No hi han                      | No hi han                      |
| Pais Basc                            | Baskonia, Bilbao i GBC                 |                                  | Araberri, ISB i Zornotza | Grup A    | 1ª División    | 1ª Autonómica                  | Lligues provincials            | Lligues provincials            | Lligues provincials            |
| La Rioja                             |                                        | Cocinas.com                      |                          | Grup A    | 1ª División    | 1ª Interautonómica             | Senior Masculina               | No hi han                      | No hi han                      |
| Navarra                              |                                        | Navarra                          |                          | Grup A    | 1ª División    | 1ª Interautonómica             | 1ª Autonómica                  | 2ª Autonómica                  | No hi ha                       |
| Cantàbria                            |                                        |                                  |                          | Grup A    | 1ª División    | 1ª Autonómica                  | No hi han                      | No hi han                      | No hi han                      |
| Castella i Lleó                      |                                        | Burgos i Palencia                | Ávila i Valladolid       | Grup A    | 1ª División    | Lligues provincials            | Lligues provincials            | Lligues provincials            | Lligues provincials            |
| Galícia                              | Obradoiro                              | Breogán, Coruña i Ourense        | Cambados i Marín         | Grup A    | 1ª División    | 2ª División                    | 3ª División                    | 4ª División                    | No hi ha                       |
| Canàries                             |                                        |                                  |                          | Grup B    | 1ª División    | Lligues provincials i insulars | Lligues provincials i insulars | Lligues provincials i insulars | Lligues provincials i insulars |
| Castella la Manxa                    |                                        |                                  |                          | Grup B    | 1ª División    | 1ª Autonómica                  | 2ª Autonómica                  | 3ª Autonómica                  | No hi ha                       |
| Madrid                               | Estudiantes, Fuenlabrada i Real Madrid |                                  | Getafe                   | Grup B    | 1ª División    | 1ª Autonómica A                | 1ª Autonómica B                | 2ª Autonómica                  | Lligues locals                 |
| Aragó                                | Zaragoza                               | Peñas                            | El Olivar                | Grup C    | 1ª División    | 1ª Aragonesa                   | 2ª Aragonesa                   | 3ª Aragonesa                   | Lligues provincials            |
| Catalunya (inclosa Andorra)          | Barcelona, Joventut, Manresa i Andorra | Barcelona B, Força Lleida i Prat | Tarragona                | Grup C    | Copa Catalunya | Copa Catalunya 1ª categoria    | Copa Catalunya 2ª categoria    | Copa Catalunya 3ª categoria    | Lligues provincials            |
| Balears                              |                                        | Palma                            |                          | Grup C    | 1ª División    | Lligues insulars               | Lligues insulars               | Lligues insulars               | Lligues insulars               |
| Andalucia (incloses Ceuta i Melilla) | Sevilla i Unicaja                      | Melilla                          | Granada, Morón i Rincón  | Grup D    | 1ª División    | Lligues provincials            | Lligues provincials            | Lligues provincials            | Lligues provincials            |
| Extremadura                          |                                        |                                  |                          | Grup D    | 1ª División    | Lligues provincials            | Lligues provincials            | Lligues provincials            | Lligues provincials            |
| Múrcia                               | Murcia                                 |                                  |                          | Grup E    | 1ª División    | 1ª Autonómica                  | No hi han                      | No hi han                      | No hi han                      |
| País Valencià                        | València                               | Castelló                         | Lucentum                 | Grup E    | 1ª División    | Sénior Autonòmic               | Sénior Preferent               | 1ª Zonal                       | 2ª Zonal                       |